# Völpke
Völpke es un municipio situado en el distrito de Börde, en el estado federado de Sajonia-Anhalt (Alemania), a una altitud de 150 metros. Su población a finales de 2015 era de unos 1330 habitantes y su densidad poblacional, 77 hab/km².
Se encuentra junto a la frontera con el estado de Baja Sajonia.